# باشگاه فوتبال چلسی در فصل ۲۳–۲۰۲۲
فصل ۲۳–۲۰۲۲، صد و نهمین فصل باشگاه فوتبال چلسی و سی و چهارمین فصل حضور این تیم در بالاترین سطح فوتبال انگلستان بود. علاوه بر لیگ جزیره، چلسی در دوره های این فصل جام حذفی، جام اتحادیه و لیگ قهرمانان اروپا شرکت می‌کند. این فصل از ۱ ژوئیه ۲۰۲۲ آغاز و در ۳۰ ژوئن ۲۰۲۳ به پایان می‌رسد.
چلسی در هر دو جام حذفی و جام اتحادیه به وسیله تیم فوتبال منچسترسیتی حذف شد. همچنین این تیم، در لیگ قهرمانان اروپا بالاتر از تیم فوتبال آ.ث میلان به دور ۱/۸ نهایی صعود کرد.
باشگاه فوتبال چلسی رکورد تاریخ نقل و انتقالاتی را با ۵۵۲،۵ میلیون پوند در یک فصل شکست و خریدهای کلانی در این فصل انجام داد.

## کیت باشگاه
- تامین کننده: نایکی
- اسپانسر مالی لباس: سه

| اول | اول(ج). | دوم | دوم(ج). | سوم | سوم(ج). | دروازه‌بان ۱ | دروازه‌بان ۲ | دروازه‌بان ۳ |

## بازیکنان

### اسکواد تیم
لیست بازیکنان باشگاه چلسی در ۳ فوریه ۲۰۲۳ بروزرسانی شد.
توجه: پرچم ها نشان دهنده تیم ملی است که طبق قوانین واجد شرایط بودن فیفا تعریف شده است . بازیکنان ممکن است بیش از یک ملیت غیر فیفا داشته باشند.
| ش.          | بازیکن                     | ملی.                | پست(ها)      | تاریخ تولد (سن)          | سال ورود    | پایان قرارداد | باشگاه قبلی                         | هزینه انتقال      | بازی.       | گل          |
| دروازه‌بانان | دروازه‌بانان                | دروازه‌بانان         | دروازه‌بانان  | دروازه‌بانان              | دروازه‌بانان | دروازه‌بانان   | دروازه‌بانان                         | دروازه‌بانان       | دروازه‌بانان | دروازه‌بانان |
| ----------- | -------------------------- | ------------------- | ------------ | ------------------------ | ----------- | ------------- | ----------------------------------- | ----------------- | ----------- | ----------- |
| ۱           | کپا آریزابالاگا            | اسپانیا             | GK           | ۳ اکتبر ۱۹۹۴ ‏(۳۰ سال)    | ۲۰۱۸        | ۲۰۲۵          | اتلتیک بیلبائو                      | ۷۱.۵ میلیون پوند  | ۱۴۳         | ۰           |
| ۱۳          | مارکوس بتینلی              | انگلستان            | GK           | ۲۴ مهٔ ۱۹۹۲ ‏(۳۳ سال)      | ۲۰۲۱        | ۲۰۲۳          | فولام                               | رایگان            | ۱           | ۰           |
| ۱۶          | ادوارد مندی                | سنگال               | GK           | ۱ مارس ۱۹۹۲ ‏(۳۳ سال)     | ۲۰۲۰        | ۲۰۲۵          | رن                                  | ۲۲ میلیون پوند    | ۱۰۴         | ۰           |
| ۳۶          | گابریل اسلونینا            | ایالات متحده آمریکا | GK           | ۱۵ مهٔ ۲۰۰۴ ‏(۲۱ سال)      | ۲۰۲۲        | ۲۰۲۸          | شیکاگو فایر                         | ۱۵ میلیون پوند    | ۰           | ۰           |
| مدافعان     |                            |                     |              |                          |             |               |                                     |                   |             |             |
| ۴           | بنوا بادیاشیل              | فرانسه              | CB           | ۲۶ مارس ۲۰۰۱ ‏(۲۴ سال)    | ۲۰۲۳        | ۲۰۳۰          | آاس موناکو                          | ۳۵ میلیون پوند    | ۳           | ۰           |
| ۶           | تیاگو سیلوا                | برزیل               | CB           | ۲۲ سپتامبر ۱۹۸۴ ‏(۴۰ سال) | ۲۰۲۰        | ۲۰۲۳          | پاری سن-ژرمن                        | رایگان            | ۸۳          | ۵           |
| ۱۴          | تروه چالوبا                | انگلستان            | CB / DM      | ۵ ژوئیهٔ ۱۹۹۹ ‏(۲۶ سال)    | ۲۰۱۸        | ۲۰۲۶          | آکادمی و تیم دوم باشگاه فوتبال چلسی | بازیکن آکادمی     | ۳۰          | ۴           |
| ۲۱          | بن چیلول                   | انگلستان            | LB / LWB     | ۲۱ دسامبر ۱۹۹۶ ‏(۲۸ سال)  | ۲۰۲۰        | ۲۰۲۵          | لستر سیتی                           | ۴۵ میلیون پوند    | ۵۶          | ۸           |
| ۲۴          | ریس جیمز                   | انگلستان            | RB / RWB     | ۸ دسامبر ۱۹۹۹ ‏(۲۵ سال)   | ۲۰۱۸        | ۲۰۲۵          | آکادمی و تیم دوم باشگاه فوتبال چلسی | بازیکن آکادمی     | ۱۲۴         | ۱۱          |
| ۲۶          | کالیدو کولیبالی            | سنگال               | CB           | ۲۰ ژوئن ۱۹۹۱ ‏(۳۴ سال)    | ۲۰۲۲        | ۲۰۲۶          | ناپولی                              | ۳۳ میلیون پوند    | ۲           | ۲           |
| ۲۸          | سزار آزپیلیکوئتا (کاپیتان) | اسپانیا             | RB / CB      | ۲۹ اوت ۱۹۸۹ ‏(۳۵ سال)     | ۲۰۱۲        | ۲۰۲۴          | المپیک مارسی                        | ۷ میلیون پوند     | ۴۷۷         | ۱۷          |
| ۳۲          | مارک کوکوریا               | اسپانیا             | LWB / CB     | ۲۲ ژوئیهٔ ۱۹۹۸ ‏(۲۶ سال)   | ۲۰۲۲        | ۲۰۲۸          | برایتون هوو آلبیون                  | ۵۶ میلیون پوند    | ۲           | ۰           |
| ۳۳          | وسلی فوفانا                | فرانسه              | CB           | ۱۷ دسامبر ۲۰۰۰ ‏(۲۴ سال)  | ۲۰۲۲        | ۲۰۲۹          | لستر سیتی                           | ۶۹،۵ میلیون پوند  | ۴           | ۱           |
| هافبک‌ها     |                            |                     |              |                          |             |               |                                     |                   |             |             |
| ۵           | انزو فرناندز               | آرژانتین            | CM / DM      | ۱۷ ژانویهٔ ۲۰۰۱ ‏(۲۴ سال)  | ۲۰۲۳        | ۲۰۳۱          | بنفیکا                              | ۱۰۶،۷ میلیون پوند | ۱           | ۰           |
| ۷           | انگولو کانته               | فرانسه              | CM / DM      | ۲۱ مارس ۱۹۹۱ ‏(۳۴ سال)    | ۲۰۱۶        | ۲۰۲۳          | لستر سیتی                           | ۳۲ میلیون پوند    | ۲۶۲         | ۱۳          |
| ۸           | ماتئو کواچیچ               | کرواسی              | CM / DM      | ۶ مهٔ ۱۹۹۴ ‏(۳۱ سال)       | ۲۰۱۹        | ۲۰۲۴          | رئال مادرید                         | ۴۰ میلیون پوند    | ۲۰۶         | ۵           |
| ۱۲          | روبن لوفتوس-چیک            | انگلستان            | CM / DM      | ۲۳ ژانویهٔ ۱۹۹۶ ‏(۲۹ سال)  | ۲۰۱۴        | ۲۰۲۴          | آکادمی و تیم دوم باشگاه فوتبال چلسی | بازیکن آکادمی     | ۱۴۲         | ۱۳          |
| ۱۹          | میسون ماونت                | انگلستان            | AM / RF      | ۱۰ ژانویهٔ ۱۹۹۹ ‏(۲۶ سال)  | ۲۰۱۷        | ۲۰۲۴          | آکادمی و تیم دوم باشگاه فوتبال چلسی | بازیکن آکادمی     | ۱۸۸         | ۳۳          |
| ۲۰          | دنیس زکریا                 | سوئیس               | DM / CM      | ۲۰ نوامبر ۱۹۹۶ ‏(۲۸ سال)  | ۲۰۲۲        | ۲۰۲۳          | یوونتوس                             | قرضی              | ۷           | ۱           |
| ۲۳          | کانر گلگر                  | انگلستان            | CM / AM      | ۶ فوریهٔ ۲۰۰۰ ‏(۲۵ سال)    | ۲۰۱۹        | ۲۰۲۵          | آکادمی و تیم دوم باشگاه فوتبال چلسی | بازیکن آکادمی     | ۲۶          | ۱           |
| ۳۰          | کارنی چوکواومکا            | انگلستان            | CM           | ۲۰ اکتبر ۲۰۰۳ ‏(۲۱ سال)   | ۲۰۲۲        | ۲۰۲۸          | استون ویلا                          | ۲۰ میلیون پوند    | ۹           | ۰           |
| ۶۷          | لوئیس هال                  | انگلستان            | LM / LB / CB | ۸ سپتامبر ۲۰۰۴ ‏(۲۰ سال)  | ۲۰۲۱        | ۲۰۲۵          | آکادمی و تیم دوم باشگاه فوتبال چلسی | بازیکن آکادمی     | ۸           | ۰           |
|             | آندری سانتوس               | برزیل               | DM / CM      | ۳ مهٔ ۲۰۰۴ ‏(۲۱ سال)       | ۲۰۲۳        | ۲۰۳۰          | واسکو دوگاما                        | ۱۸ میلیون پوند    | ۰           | ۰           |
| مهاجمان     |                            |                     |              |                          |             |               |                                     |                   |             |             |
| ۹           | پیر امریک اوبامیانگ        | گابن                | ST / LW / RW | ۱۸ ژوئن ۱۹۸۹ ‏(۳۶ سال)    | ۲۰۲۲        | ۲۰۲۴          | بارسلونا                            | ۱۰،۳ میلیون پوند  | ۱۷          | ۳           |
| ۱۰          | کریستین پولیسیک            | ایالات متحده آمریکا | LW / RW      | ۱۸ سپتامبر ۱۹۹۸ ‏(۲۶ سال) | ۲۰۱۹        | ۲۰۲۴          | بروسیا دورتموند                     | ۵۸ میلیون پوند    | ۱۳۶         | ۲۶          |
| ۱۱          | ژوآو فلیکس                 | پرتغال              | ST / LW / RW | ۱۰ نوامبر ۱۹۹۹ ‏(۲۵ سال)  | 2023        | 2023          | باشگاه فوتبال اتلتیکو مادرید        | قرضی              | ۱           | ۰           |
| ۱۵          | میخایلو مودریک             | اوکراین             | LW / AM / RW | ۵ ژانویهٔ ۲۰۰۱ ‏(۲۴ سال)   | 2023        | 2031          | شاختار دونتسک                       | ۶۲ میلیون پوند    | ۲           | ۰           |
| ۱۷          | رحیم استرلینگ              | انگلستان            | LW / RW      | ۸ دسامبر ۱۹۹۴ ‏(۳۰ سال)   | ۲۰۲۲        | ۲۰۲۷          | منچستر سیتی                         | ۴۷،۵ میلیون پوند  | ۲۳          | ۶           |
| ۱۸          | آرماندو بروجا              | آلبانی              | ST           | ۱۰ سپتامبر ۲۰۰۱ ‏(۲۳ سال) | ۲۰۲۰        | ۲۰۲۶          | آکادمی و تیم دوم باشگاه فوتبال چلسی | بازیکن آکادمی     | ۱۹          | ۱           |
| ۲۲          | حکیم زیاش                  | مراکش               | RW / AM      | ۱۹ مارس ۱۹۹۳ ‏(۳۲ سال)    | ۲۰۲۰        | ۲۰۲۵          | آژاکس                               | ۳۷ میلیون پوند    | ۹۹          | ۱۴          |
| ۲۹          | کای هاورتز                 | آلمان               | CF / AM      | ۱۱ ژوئن ۱۹۹۹ ‏(۲۶ سال)    | ۲۰۲۰        | ۲۰۲۵          | بایر لورکوزن                        | ۷۲ میلیون پوند    | ۱۲۰         | ۲۹          |

## نقل و انتقالات

### خرید
| تاریخ         | ش. | پست.  | بازیکن          | انتقال از          | هزینه            | منبع          |
| ------------- | -- | ----- | --------------- | ------------------ | ---------------- | ------------- |
| ۱۳ ژوئیه ۲۰۲۲ | ۱۷ | مهاجم | رحیم استرلینگ   | منچستر سیتی        | ۴۷.۵ میلیون پوند | [ ۳۳ ] [ ۳۴ ] |
| ۱۶ ژوئیه ۲۰۲۲ | ۲۶ | مدافع | کالیدو کولیبالی | ناپولی             | ۳۳ میلیون پوند   | [ ۳۵ ] [ ۳۶ ] |
| ۵ اوت ۲۰۲۲    | ۳۲ | مدافع | مارک کوکوریا    | برایتون هوو آلبیون | ۵۶ میلیون پوند   | [ ۳۷ ] [ ۳۸ ] |

### فروش
| تاریخ        | ش. | پست.  | بازیکن           | انتقال به   | هزینه          | منبع          |
| ------------ | -- | ----- | ---------------- | ----------- | -------------- | ------------- |
| ۱ ژوئیه ۲۰۲۲ | ۲  | مدافع | آنتونیو رودیگر   | رئال مادرید | رایگان         | [ ۳۹ ]        |
| ۱ ژوئیه ۲۰۲۲ | ۴  | مدافع | آندریاس کریستنسن | بارسلونا    | رایگان         | [ ۴۰ ] [ ۴۱ ] |
| ۸ اوت ۲۰۲۲   | ۱۱ | مهاجم | تیمو ورنر        | لایپزیگ     | ۱۸ میلیون پوند | [ ۴۲ ]        |

### به صورت قرضی
| تاریخ | ش. | پست. | بازیکن | از تیم | هزینه | منبع |
| ----- | -- | ---- | ------ | ------ | ----- | ---- |

### قرض های داده شده

#### تابستان
| تاریخ        | مدت قرض   | ش. | پست.  | بازیکن       | به تیم      | هزینه         | منبع   |
| ------------ | --------- | -- | ----- | ------------ | ----------- | ------------- | ------ |
| ۱ ژوئیه ۲۰۲۲ | پایان فصل | ۹  | مهاجم | روملو لوکاکو | اینتر میلان | ۷ میلیون پوند | [ ۴۳ ] |
| ۱۰ اوت ۲۰۲۲  | پایان فصل | ۳۱ | مدافع | ملنگ سار     | آاس موناکو  | ۹۰۰ هزار پوند | [ ۴۴ ] |

## رقابت‌ها

### بررسی اجمالی
| رقابت              | اولین بازی     | آخرین بازی    | شروع دور    | جایگاه نهایی | آمار | آمار | آمار | آمار | آمار | آمار | آمار | آمار   |
| رقابت              | اولین بازی     | آخرین بازی    | شروع دور    | جایگاه نهایی | بازی | ب    | ت    | ش    | گ‌ز   | گ‌خ   | ت‌گ   | % برد  |
| ------------------ | -------------- | ------------- | ----------- | ------------ | ---- | ---- | ---- | ---- | ---- | ---- | ---- | ------ |
| لیگ برتر           | ۶ اوت ۲۰۲۲     | ۲۹ مه ۲۰۲۳    | هفته اول    |              | ۲۱   | ۸    | ۶    | ۷    | ۲۲   | ۲۱   | ۱+   | ۰۳۸    |
| جام حذفی           | ۸ ژانویه ۲۰۲۳  | ۸ ژانویه ۲۰۲۳ | دور سوم     | دور سوم      | ۱    | ۰    | ۰    | ۱    | ۰    | ۴    | ۴−   | ۰۰۰٫۰۰ |
| جام اتحادیه        | ۹ نوامبر ۲۰۲۲  | ۹ نوامبر ۲۰۲۲ | دور سوم     | دور سوم      | ۱    | ۰    | ۰    | ۱    | ۰    | ۲    | ۲−   | ۰۰۰٫۰۰ |
| لیگ قهرمانان اروپا | ۶ سپتامبر ۲۰۲۲ | نامشخص        | مرحله گروهی |              | ۶    | ۴    | ۱    | ۱    | ۱۰   | ۴    | ۶+   | ۰۶۷    |
| مجموع              | مجموع          | مجموع         | مجموع       | مجموع        | ۲۹   | ۱۲   | ۷    | ۱۰   | ۳۲   | ۳۱   | ۱+   | ۰۴۱    |

آخرین به‌روزرسانی در: ۳ فوریه ۲۰۲۳

منبع: Soccerway

### جدول لیگ
| رتبه           | تیم             | امتیاز | بازی | پ. | ت. | ش. | گ.ز. | گ.خ. | ت.گ. | توضیحات |
| -------------- | --------------- | ------ | ---- | -- | -- | -- | ---- | ---- | ---- | --- |
| ۱              | منچستر سیتی     | ۸۹     | ۳۸   | ۲۸ | ۵  | ۵  | ۹۴   | ۳۳   | ۶۱+  | قوانین جدول رده‌بندی: ۱: امتیازات ۲: تفاضل گل ۳: گل‌های زده ۴: اگر قهرمان، تیم‌های سقوط کرده یا تیم‌های واجد شرایط برای حضور در مسابقات اروپایی را نمی‌توان با قوانین ۱ تا ۳ تعیین کرد، قوانین ۱٫۴ تا ۳٫۴ اعمال می‌شود: • ۱٫۴: امتیازات به دست آمده در رقابت رو در رو این تیم‌ها • ۲٫۴: گل‌های خارج از خانه در رقابت رو در روی این تیم‌ها • ۳٫۴: بازی‌های پلی‌آف صعود و سقوط کسب سهمیه حضور در مرحله گروهی لیگ قهرمانان اروپا ۲۴-۲۰۲۳ کسب سهمیه حضور در مرحله گروهی لیگ اروپا ۲۴-۲۰۲۳ کسب سهمیه حضور در مرحله پلی‌آف لیگ کنفرانس اروپا ۲۴-۲۰۲۳ سقوط به چمپیونشیپ ۲۴-۲۰۲۳ |
| ۲              | آرسنال          | ۸۴     | ۳۸   | ۲۶ | ۶  | ۶  | ۸۸   | ۴۳   | ۴۵+  | قوانین جدول رده‌بندی: ۱: امتیازات ۲: تفاضل گل ۳: گل‌های زده ۴: اگر قهرمان، تیم‌های سقوط کرده یا تیم‌های واجد شرایط برای حضور در مسابقات اروپایی را نمی‌توان با قوانین ۱ تا ۳ تعیین کرد، قوانین ۱٫۴ تا ۳٫۴ اعمال می‌شود: • ۱٫۴: امتیازات به دست آمده در رقابت رو در رو این تیم‌ها • ۲٫۴: گل‌های خارج از خانه در رقابت رو در روی این تیم‌ها • ۳٫۴: بازی‌های پلی‌آف صعود و سقوط کسب سهمیه حضور در مرحله گروهی لیگ قهرمانان اروپا ۲۴-۲۰۲۳ کسب سهمیه حضور در مرحله گروهی لیگ اروپا ۲۴-۲۰۲۳ کسب سهمیه حضور در مرحله پلی‌آف لیگ کنفرانس اروپا ۲۴-۲۰۲۳ سقوط به چمپیونشیپ ۲۴-۲۰۲۳ |
| ۳              | منچستریونایتد   | ۷۵     | ۳۸   | ۲۳ | ۶  | ۹  | ۵۸   | ۴۳   | ۲۵+  | قوانین جدول رده‌بندی: ۱: امتیازات ۲: تفاضل گل ۳: گل‌های زده ۴: اگر قهرمان، تیم‌های سقوط کرده یا تیم‌های واجد شرایط برای حضور در مسابقات اروپایی را نمی‌توان با قوانین ۱ تا ۳ تعیین کرد، قوانین ۱٫۴ تا ۳٫۴ اعمال می‌شود: • ۱٫۴: امتیازات به دست آمده در رقابت رو در رو این تیم‌ها • ۲٫۴: گل‌های خارج از خانه در رقابت رو در روی این تیم‌ها • ۳٫۴: بازی‌های پلی‌آف صعود و سقوط کسب سهمیه حضور در مرحله گروهی لیگ قهرمانان اروپا ۲۴-۲۰۲۳ کسب سهمیه حضور در مرحله گروهی لیگ اروپا ۲۴-۲۰۲۳ کسب سهمیه حضور در مرحله پلی‌آف لیگ کنفرانس اروپا ۲۴-۲۰۲۳ سقوط به چمپیونشیپ ۲۴-۲۰۲۳ |
| ۴              | نیوکاسل یونایتد | ۷۱     | ۳۸   | ۱۹ | ۱۴ | ۵  | ۶۸   | ۳۳   | ۳۵+  | قوانین جدول رده‌بندی: ۱: امتیازات ۲: تفاضل گل ۳: گل‌های زده ۴: اگر قهرمان، تیم‌های سقوط کرده یا تیم‌های واجد شرایط برای حضور در مسابقات اروپایی را نمی‌توان با قوانین ۱ تا ۳ تعیین کرد، قوانین ۱٫۴ تا ۳٫۴ اعمال می‌شود: • ۱٫۴: امتیازات به دست آمده در رقابت رو در رو این تیم‌ها • ۲٫۴: گل‌های خارج از خانه در رقابت رو در روی این تیم‌ها • ۳٫۴: بازی‌های پلی‌آف صعود و سقوط کسب سهمیه حضور در مرحله گروهی لیگ قهرمانان اروپا ۲۴-۲۰۲۳ کسب سهمیه حضور در مرحله گروهی لیگ اروپا ۲۴-۲۰۲۳ کسب سهمیه حضور در مرحله پلی‌آف لیگ کنفرانس اروپا ۲۴-۲۰۲۳ سقوط به چمپیونشیپ ۲۴-۲۰۲۳ |
| ۵              | لیورپول         | ۶۷     | ۳۸   | ۱۹ | ۱۰ | ۹  | ۷۵   | ۴۷   | ۲۸+  | قوانین جدول رده‌بندی: ۱: امتیازات ۲: تفاضل گل ۳: گل‌های زده ۴: اگر قهرمان، تیم‌های سقوط کرده یا تیم‌های واجد شرایط برای حضور در مسابقات اروپایی را نمی‌توان با قوانین ۱ تا ۳ تعیین کرد، قوانین ۱٫۴ تا ۳٫۴ اعمال می‌شود: • ۱٫۴: امتیازات به دست آمده در رقابت رو در رو این تیم‌ها • ۲٫۴: گل‌های خارج از خانه در رقابت رو در روی این تیم‌ها • ۳٫۴: بازی‌های پلی‌آف صعود و سقوط کسب سهمیه حضور در مرحله گروهی لیگ قهرمانان اروپا ۲۴-۲۰۲۳ کسب سهمیه حضور در مرحله گروهی لیگ اروپا ۲۴-۲۰۲۳ کسب سهمیه حضور در مرحله پلی‌آف لیگ کنفرانس اروپا ۲۴-۲۰۲۳ سقوط به چمپیونشیپ ۲۴-۲۰۲۳ |
| ۶              | برایتون         | ۶۲     | ۳۸   | ۱۸ | ۸  | ۱۲ | ۷۲   | ۵۳   | ۱۹+  | قوانین جدول رده‌بندی: ۱: امتیازات ۲: تفاضل گل ۳: گل‌های زده ۴: اگر قهرمان، تیم‌های سقوط کرده یا تیم‌های واجد شرایط برای حضور در مسابقات اروپایی را نمی‌توان با قوانین ۱ تا ۳ تعیین کرد، قوانین ۱٫۴ تا ۳٫۴ اعمال می‌شود: • ۱٫۴: امتیازات به دست آمده در رقابت رو در رو این تیم‌ها • ۲٫۴: گل‌های خارج از خانه در رقابت رو در روی این تیم‌ها • ۳٫۴: بازی‌های پلی‌آف صعود و سقوط کسب سهمیه حضور در مرحله گروهی لیگ قهرمانان اروپا ۲۴-۲۰۲۳ کسب سهمیه حضور در مرحله گروهی لیگ اروپا ۲۴-۲۰۲۳ کسب سهمیه حضور در مرحله پلی‌آف لیگ کنفرانس اروپا ۲۴-۲۰۲۳ سقوط به چمپیونشیپ ۲۴-۲۰۲۳ |
| ۷              | استون ویلا      | ۶۱     | ۳۸   | ۱۸ | ۷  | ۱۳ | ۵۱   | ۴۶   | ۵+   | قوانین جدول رده‌بندی: ۱: امتیازات ۲: تفاضل گل ۳: گل‌های زده ۴: اگر قهرمان، تیم‌های سقوط کرده یا تیم‌های واجد شرایط برای حضور در مسابقات اروپایی را نمی‌توان با قوانین ۱ تا ۳ تعیین کرد، قوانین ۱٫۴ تا ۳٫۴ اعمال می‌شود: • ۱٫۴: امتیازات به دست آمده در رقابت رو در رو این تیم‌ها • ۲٫۴: گل‌های خارج از خانه در رقابت رو در روی این تیم‌ها • ۳٫۴: بازی‌های پلی‌آف صعود و سقوط کسب سهمیه حضور در مرحله گروهی لیگ قهرمانان اروپا ۲۴-۲۰۲۳ کسب سهمیه حضور در مرحله گروهی لیگ اروپا ۲۴-۲۰۲۳ کسب سهمیه حضور در مرحله پلی‌آف لیگ کنفرانس اروپا ۲۴-۲۰۲۳ سقوط به چمپیونشیپ ۲۴-۲۰۲۳ |
| ۸              | تاتنهام هاتسپر  | ۶۰     | ۳۸   | ۱۸ | ۶  | ۱۴ | ۷۰   | ۶۳   | ۷+   | قوانین جدول رده‌بندی: ۱: امتیازات ۲: تفاضل گل ۳: گل‌های زده ۴: اگر قهرمان، تیم‌های سقوط کرده یا تیم‌های واجد شرایط برای حضور در مسابقات اروپایی را نمی‌توان با قوانین ۱ تا ۳ تعیین کرد، قوانین ۱٫۴ تا ۳٫۴ اعمال می‌شود: • ۱٫۴: امتیازات به دست آمده در رقابت رو در رو این تیم‌ها • ۲٫۴: گل‌های خارج از خانه در رقابت رو در روی این تیم‌ها • ۳٫۴: بازی‌های پلی‌آف صعود و سقوط کسب سهمیه حضور در مرحله گروهی لیگ قهرمانان اروپا ۲۴-۲۰۲۳ کسب سهمیه حضور در مرحله گروهی لیگ اروپا ۲۴-۲۰۲۳ کسب سهمیه حضور در مرحله پلی‌آف لیگ کنفرانس اروپا ۲۴-۲۰۲۳ سقوط به چمپیونشیپ ۲۴-۲۰۲۳ |
| ۹              | برنتفورد        | ۵۹     | ۳۸   | ۱۵ | ۱۴ | ۹  | ۵۸   | ۴۶   | ۱۲+  | قوانین جدول رده‌بندی: ۱: امتیازات ۲: تفاضل گل ۳: گل‌های زده ۴: اگر قهرمان، تیم‌های سقوط کرده یا تیم‌های واجد شرایط برای حضور در مسابقات اروپایی را نمی‌توان با قوانین ۱ تا ۳ تعیین کرد، قوانین ۱٫۴ تا ۳٫۴ اعمال می‌شود: • ۱٫۴: امتیازات به دست آمده در رقابت رو در رو این تیم‌ها • ۲٫۴: گل‌های خارج از خانه در رقابت رو در روی این تیم‌ها • ۳٫۴: بازی‌های پلی‌آف صعود و سقوط کسب سهمیه حضور در مرحله گروهی لیگ قهرمانان اروپا ۲۴-۲۰۲۳ کسب سهمیه حضور در مرحله گروهی لیگ اروپا ۲۴-۲۰۲۳ کسب سهمیه حضور در مرحله پلی‌آف لیگ کنفرانس اروپا ۲۴-۲۰۲۳ سقوط به چمپیونشیپ ۲۴-۲۰۲۳ |
| ۱۰             | فولام           | ۵۲     | ۳۸   | ۱۵ | ۷  | ۱۶ | ۵۵   | ۵۳   | ۲+   | قوانین جدول رده‌بندی: ۱: امتیازات ۲: تفاضل گل ۳: گل‌های زده ۴: اگر قهرمان، تیم‌های سقوط کرده یا تیم‌های واجد شرایط برای حضور در مسابقات اروپایی را نمی‌توان با قوانین ۱ تا ۳ تعیین کرد، قوانین ۱٫۴ تا ۳٫۴ اعمال می‌شود: • ۱٫۴: امتیازات به دست آمده در رقابت رو در رو این تیم‌ها • ۲٫۴: گل‌های خارج از خانه در رقابت رو در روی این تیم‌ها • ۳٫۴: بازی‌های پلی‌آف صعود و سقوط کسب سهمیه حضور در مرحله گروهی لیگ قهرمانان اروپا ۲۴-۲۰۲۳ کسب سهمیه حضور در مرحله گروهی لیگ اروپا ۲۴-۲۰۲۳ کسب سهمیه حضور در مرحله پلی‌آف لیگ کنفرانس اروپا ۲۴-۲۰۲۳ سقوط به چمپیونشیپ ۲۴-۲۰۲۳ |
| ۱۱             | کرستال پالاس    | ۴۵     | ۳۸   | ۱۱ | ۱۲ | ۱۵ | ۴۰   | ۴۹   | ۹-   | قوانین جدول رده‌بندی: ۱: امتیازات ۲: تفاضل گل ۳: گل‌های زده ۴: اگر قهرمان، تیم‌های سقوط کرده یا تیم‌های واجد شرایط برای حضور در مسابقات اروپایی را نمی‌توان با قوانین ۱ تا ۳ تعیین کرد، قوانین ۱٫۴ تا ۳٫۴ اعمال می‌شود: • ۱٫۴: امتیازات به دست آمده در رقابت رو در رو این تیم‌ها • ۲٫۴: گل‌های خارج از خانه در رقابت رو در روی این تیم‌ها • ۳٫۴: بازی‌های پلی‌آف صعود و سقوط کسب سهمیه حضور در مرحله گروهی لیگ قهرمانان اروپا ۲۴-۲۰۲۳ کسب سهمیه حضور در مرحله گروهی لیگ اروپا ۲۴-۲۰۲۳ کسب سهمیه حضور در مرحله پلی‌آف لیگ کنفرانس اروپا ۲۴-۲۰۲۳ سقوط به چمپیونشیپ ۲۴-۲۰۲۳ |
| ۱۲             | چلسی            | ۴۴     | ۳۸   | ۱۱ | ۱۱ | ۱۶ | ۳۸   | ۴۷   | ۹-   | قوانین جدول رده‌بندی: ۱: امتیازات ۲: تفاضل گل ۳: گل‌های زده ۴: اگر قهرمان، تیم‌های سقوط کرده یا تیم‌های واجد شرایط برای حضور در مسابقات اروپایی را نمی‌توان با قوانین ۱ تا ۳ تعیین کرد، قوانین ۱٫۴ تا ۳٫۴ اعمال می‌شود: • ۱٫۴: امتیازات به دست آمده در رقابت رو در رو این تیم‌ها • ۲٫۴: گل‌های خارج از خانه در رقابت رو در روی این تیم‌ها • ۳٫۴: بازی‌های پلی‌آف صعود و سقوط کسب سهمیه حضور در مرحله گروهی لیگ قهرمانان اروپا ۲۴-۲۰۲۳ کسب سهمیه حضور در مرحله گروهی لیگ اروپا ۲۴-۲۰۲۳ کسب سهمیه حضور در مرحله پلی‌آف لیگ کنفرانس اروپا ۲۴-۲۰۲۳ سقوط به چمپیونشیپ ۲۴-۲۰۲۳ |
| ۱۳             | ولورهمپتون      | ۴۱     | ۳۸   | ۱۱ | ۸  | ۱۹ | ۳۱   | ۵۸   | ۲۷-  | قوانین جدول رده‌بندی: ۱: امتیازات ۲: تفاضل گل ۳: گل‌های زده ۴: اگر قهرمان، تیم‌های سقوط کرده یا تیم‌های واجد شرایط برای حضور در مسابقات اروپایی را نمی‌توان با قوانین ۱ تا ۳ تعیین کرد، قوانین ۱٫۴ تا ۳٫۴ اعمال می‌شود: • ۱٫۴: امتیازات به دست آمده در رقابت رو در رو این تیم‌ها • ۲٫۴: گل‌های خارج از خانه در رقابت رو در روی این تیم‌ها • ۳٫۴: بازی‌های پلی‌آف صعود و سقوط کسب سهمیه حضور در مرحله گروهی لیگ قهرمانان اروپا ۲۴-۲۰۲۳ کسب سهمیه حضور در مرحله گروهی لیگ اروپا ۲۴-۲۰۲۳ کسب سهمیه حضور در مرحله پلی‌آف لیگ کنفرانس اروپا ۲۴-۲۰۲۳ سقوط به چمپیونشیپ ۲۴-۲۰۲۳ |
| ۱۴             | وستهام یونایتد  | ۴۰     | ۳۸   | ۱۱ | ۷  | ۲۰ | ۴۲   | ۵۵   | ۱۳-  | قوانین جدول رده‌بندی: ۱: امتیازات ۲: تفاضل گل ۳: گل‌های زده ۴: اگر قهرمان، تیم‌های سقوط کرده یا تیم‌های واجد شرایط برای حضور در مسابقات اروپایی را نمی‌توان با قوانین ۱ تا ۳ تعیین کرد، قوانین ۱٫۴ تا ۳٫۴ اعمال می‌شود: • ۱٫۴: امتیازات به دست آمده در رقابت رو در رو این تیم‌ها • ۲٫۴: گل‌های خارج از خانه در رقابت رو در روی این تیم‌ها • ۳٫۴: بازی‌های پلی‌آف صعود و سقوط کسب سهمیه حضور در مرحله گروهی لیگ قهرمانان اروپا ۲۴-۲۰۲۳ کسب سهمیه حضور در مرحله گروهی لیگ اروپا ۲۴-۲۰۲۳ کسب سهمیه حضور در مرحله پلی‌آف لیگ کنفرانس اروپا ۲۴-۲۰۲۳ سقوط به چمپیونشیپ ۲۴-۲۰۲۳ |
| ۱۵             | بورنموث         | ۳۹     | ۳۸   | ۱۱ | ۶  | ۲۱ | ۳۷   | ۷۱   | ۴۴-  | قوانین جدول رده‌بندی: ۱: امتیازات ۲: تفاضل گل ۳: گل‌های زده ۴: اگر قهرمان، تیم‌های سقوط کرده یا تیم‌های واجد شرایط برای حضور در مسابقات اروپایی را نمی‌توان با قوانین ۱ تا ۳ تعیین کرد، قوانین ۱٫۴ تا ۳٫۴ اعمال می‌شود: • ۱٫۴: امتیازات به دست آمده در رقابت رو در رو این تیم‌ها • ۲٫۴: گل‌های خارج از خانه در رقابت رو در روی این تیم‌ها • ۳٫۴: بازی‌های پلی‌آف صعود و سقوط کسب سهمیه حضور در مرحله گروهی لیگ قهرمانان اروپا ۲۴-۲۰۲۳ کسب سهمیه حضور در مرحله گروهی لیگ اروپا ۲۴-۲۰۲۳ کسب سهمیه حضور در مرحله پلی‌آف لیگ کنفرانس اروپا ۲۴-۲۰۲۳ سقوط به چمپیونشیپ ۲۴-۲۰۲۳ |
| ۱۶             | ناتینگهام فارست | ۳۸     | ۳۸   | ۹  | ۱۱ | ۱۸ | ۳۸   | ۶۸   | ۲۰-  | قوانین جدول رده‌بندی: ۱: امتیازات ۲: تفاضل گل ۳: گل‌های زده ۴: اگر قهرمان، تیم‌های سقوط کرده یا تیم‌های واجد شرایط برای حضور در مسابقات اروپایی را نمی‌توان با قوانین ۱ تا ۳ تعیین کرد، قوانین ۱٫۴ تا ۳٫۴ اعمال می‌شود: • ۱٫۴: امتیازات به دست آمده در رقابت رو در رو این تیم‌ها • ۲٫۴: گل‌های خارج از خانه در رقابت رو در روی این تیم‌ها • ۳٫۴: بازی‌های پلی‌آف صعود و سقوط کسب سهمیه حضور در مرحله گروهی لیگ قهرمانان اروپا ۲۴-۲۰۲۳ کسب سهمیه حضور در مرحله گروهی لیگ اروپا ۲۴-۲۰۲۳ کسب سهمیه حضور در مرحله پلی‌آف لیگ کنفرانس اروپا ۲۴-۲۰۲۳ سقوط به چمپیونشیپ ۲۴-۲۰۲۳ |
| ۱۷             | اورتون          | ۳۶     | ۳۸   | ۸  | ۱۲ | ۱۸ | ۳۴   | ۵۷   | ۲۳-  | قوانین جدول رده‌بندی: ۱: امتیازات ۲: تفاضل گل ۳: گل‌های زده ۴: اگر قهرمان، تیم‌های سقوط کرده یا تیم‌های واجد شرایط برای حضور در مسابقات اروپایی را نمی‌توان با قوانین ۱ تا ۳ تعیین کرد، قوانین ۱٫۴ تا ۳٫۴ اعمال می‌شود: • ۱٫۴: امتیازات به دست آمده در رقابت رو در رو این تیم‌ها • ۲٫۴: گل‌های خارج از خانه در رقابت رو در روی این تیم‌ها • ۳٫۴: بازی‌های پلی‌آف صعود و سقوط کسب سهمیه حضور در مرحله گروهی لیگ قهرمانان اروپا ۲۴-۲۰۲۳ کسب سهمیه حضور در مرحله گروهی لیگ اروپا ۲۴-۲۰۲۳ کسب سهمیه حضور در مرحله پلی‌آف لیگ کنفرانس اروپا ۲۴-۲۰۲۳ سقوط به چمپیونشیپ ۲۴-۲۰۲۳ |
| ۱۸             | لستر سیتی       | ۳۴     | ۳۸   | ۹  | ۷  | ۲۲ | ۵۱   | ۶۸   | ۱۷-  | قوانین جدول رده‌بندی: ۱: امتیازات ۲: تفاضل گل ۳: گل‌های زده ۴: اگر قهرمان، تیم‌های سقوط کرده یا تیم‌های واجد شرایط برای حضور در مسابقات اروپایی را نمی‌توان با قوانین ۱ تا ۳ تعیین کرد، قوانین ۱٫۴ تا ۳٫۴ اعمال می‌شود: • ۱٫۴: امتیازات به دست آمده در رقابت رو در رو این تیم‌ها • ۲٫۴: گل‌های خارج از خانه در رقابت رو در روی این تیم‌ها • ۳٫۴: بازی‌های پلی‌آف صعود و سقوط کسب سهمیه حضور در مرحله گروهی لیگ قهرمانان اروپا ۲۴-۲۰۲۳ کسب سهمیه حضور در مرحله گروهی لیگ اروپا ۲۴-۲۰۲۳ کسب سهمیه حضور در مرحله پلی‌آف لیگ کنفرانس اروپا ۲۴-۲۰۲۳ سقوط به چمپیونشیپ ۲۴-۲۰۲۳ |
| ۱۹             | لیدز یونایتد    | ۳۱     | ۳۸   | ۷  | ۱۰ | ۲۱ | ۴۸   | ۷۸   | ۳۰-  | قوانین جدول رده‌بندی: ۱: امتیازات ۲: تفاضل گل ۳: گل‌های زده ۴: اگر قهرمان، تیم‌های سقوط کرده یا تیم‌های واجد شرایط برای حضور در مسابقات اروپایی را نمی‌توان با قوانین ۱ تا ۳ تعیین کرد، قوانین ۱٫۴ تا ۳٫۴ اعمال می‌شود: • ۱٫۴: امتیازات به دست آمده در رقابت رو در رو این تیم‌ها • ۲٫۴: گل‌های خارج از خانه در رقابت رو در روی این تیم‌ها • ۳٫۴: بازی‌های پلی‌آف صعود و سقوط کسب سهمیه حضور در مرحله گروهی لیگ قهرمانان اروپا ۲۴-۲۰۲۳ کسب سهمیه حضور در مرحله گروهی لیگ اروپا ۲۴-۲۰۲۳ کسب سهمیه حضور در مرحله پلی‌آف لیگ کنفرانس اروپا ۲۴-۲۰۲۳ سقوط به چمپیونشیپ ۲۴-۲۰۲۳ |
| ۲۰             | ساوتهمپتون      | ۲۵     | ۳۸   | ۶  | ۷  | ۲۵ | ۳۶   | ۷۳   | ۳۷-  | قوانین جدول رده‌بندی: ۱: امتیازات ۲: تفاضل گل ۳: گل‌های زده ۴: اگر قهرمان، تیم‌های سقوط کرده یا تیم‌های واجد شرایط برای حضور در مسابقات اروپایی را نمی‌توان با قوانین ۱ تا ۳ تعیین کرد، قوانین ۱٫۴ تا ۳٫۴ اعمال می‌شود: • ۱٫۴: امتیازات به دست آمده در رقابت رو در رو این تیم‌ها • ۲٫۴: گل‌های خارج از خانه در رقابت رو در روی این تیم‌ها • ۳٫۴: بازی‌های پلی‌آف صعود و سقوط کسب سهمیه حضور در مرحله گروهی لیگ قهرمانان اروپا ۲۴-۲۰۲۳ کسب سهمیه حضور در مرحله گروهی لیگ اروپا ۲۴-۲۰۲۳ کسب سهمیه حضور در مرحله پلی‌آف لیگ کنفرانس اروپا ۲۴-۲۰۲۳ سقوط به چمپیونشیپ ۲۴-۲۰۲۳ |
| منبع: لیگ برتر |                 |        |      |    |    |    |      |      |      | |

#### خلاصه نتایج
| مجموع | مجموع  | مجموع | مجموع | مجموع | مجموع | مجموع | مجموع | خانه | خانه | خانه | خانه | خانه | خانه | مهمان | مهمان | مهمان | مهمان | مهمان | مهمان |
| بازی  | امتیاز | پ     | ت     | ش     | گ‌ز    | گ‌خ    | ت‌گ    | پ    | ت    | ش    | گ‌ز   | گ‌خ   | ت‌گ   | پ     | ت     | ش     | گ‌ز    | گ‌خ    | ت‌گ    |
| ----- | ------ | ----- | ----- | ----- | ----- | ----- | ----- | ---- | ---- | ---- | ---- | ---- | ---- | ----- | ----- | ----- | ----- | ----- | ----- |
| ۲۱    | ۳۰     | ۸     | ۶     | ۷     | ۲۲    | ۲۱    | ۱+    | ۵    | ۳    | ۲    | ۱۳   | ۷    | ۶+   | ۳     | ۳     | ۵     | ۹     | ۱۴    | −۵    |

آخرین بروزرسانی: ۳ فوریه ۲۰۲۳

منبع: Premier League

پ = پیروزی؛ ت = تساوی؛ ش = شکست؛ گ‌ز = گل زده؛ گ‌خ = گل خورده؛ ت‌گ = تفاضل گل

#### روند هفته به هفته
| هفته   | 1 | 2 | 3  | 4 | 5  | 6 | 7 | 8 | 9 | 10 | 11 | 12 | 13 | 14 | 15 | 16 | 17 | 18 | 19 | 20 | 21 | 22 | 23 | 24 | 25 | 26 | 27 | 28 | 29 | 30 | 31 | 32 | 33 | 34 | 35 | 36 | 37 | 38 |
| ------ | - | - | -- | - | -- | - | - | - | - | -- | -- | -- | -- | -- | -- | -- | -- | -- | -- | -- | -- | -- | -- | -- | -- | -- | -- | -- | -- | -- | -- | -- | -- | -- | -- | -- | -- | -- |
| زمین   | A | H | A  | H | A  | H | H | A | H | A  | A  | H  | A  | H  | A  | H  | A  | H  | A  | H  | A  | H  | A  | H  | A  | H  | A  | H  | H  | A  | H  | A  | H  | A  | A  | H  | A  | H  |
| نتیجه  | W | D | L  | W | L  | W | P | W | W | W  | D  | D  | L  | L  | L  | W  | D  | L  | L  | W  | D  | D  |    |    |    |    |    |    |    |    |    |    |    |    |    |    |    |    |
| موقعیت | 8 | 7 | 12 | 6 | 10 | 6 |   | 5 | 4 | 4  | 4  | 5  | 6  | 7  | 8  | 8  | 8  | 10 | 10 | 10 | 10 |    |    |    |    |    |    |    |    |    |    |    |    |    |    |    |    |    |

#### جزئیات بازی‌ها
مسابقات لیگ در ۱۶ ژوئن ۲۰۲۲ برنامه‌ریزی شد.
| ۶ اوت ۲۰۲۲ ۱                 | اورتون                                   | ۰–۱   | چلسی                                                  | لیورپول                                                          |
| ۱۷:۳۰ ساعت تابستانی بریتانیا | یری مینا '۸+۴۵ میکولنکو '۸۰ هولگیت '۸+۹۰ | گزارش | جورجینیو ۹+۴۵' (پنالتی) · جیمز '۵۶ · کوکوریا '۱۱+۹۰ · | ورزشگاه: ورزشگاه گودیسون پارک تماشاگران: ۳۹۲۵۴ داور: کریگ پاوسون |

| ۱۴ اوت ۲۰۲۲ ۲                | چلسی                                                  | ۲–۲   | تاتنهام هاتسپور          | فولام، لندن                                       |
| ۱۶:۳۰ ساعت تابستانی بریتانیا | کولیبالی ۲۰' · جیمز '۴۱ ۷۷' · مندی '۶۲ · هاورتز '۸۶ · | گزارش | هویبرگ ۶۸' · کین ۶+۹۰' · | ورزشگاه: ورزشگاه استمفورد بریج داور: آنتونی تیلور |

### جام حذفی
برد       تساوی       باخت
| ۸ ژانویه ۲۰۲۳ دور سوم | منچستر سیتی                                                                                  | ۴–۰   | چلسی     | منچستر                                                   |
| ۱۶:۰۳ ساعت گرینویچ    | محرز ۲۳'، ۸۵' (پنالتی) · آلوارز ۳۰' (پنالتی) · فودن ۳۸' · رودری '۵۴ · سیلوا '۷۰ · کانسلو '۸۵ | گزارش | گلگر '۶۲ | ورزشگاه: ورزشگاه اتحاد تماشاگران: ۵۱۵۰۵ داور: رابرت جونز |

### جام اتحادیه
برد       تساوی       باخت
| ۹ نوامبر ۲۰۲۲ دور سوم | منچستر سیتی                        | ۲–۰   | چلسی                                    | منچستر                                                     |
| ۲۰:۰۰ ساعت گرینویچ    | محرز ۵۳' · آلوارز ۵۸' · گریلیش '۸۹ | گزارش | کولیبالی '۱۸ چالوبا '۵۲ آزپیلیکوئتا '۸۹ | ورزشگاه: ورزشگاه اتحاد تماشاگران: ۵۲،۱۴۸ داور: سایمون هوپر |

### لیگ قهرمانان اروپا

#### مرحله گروهی

##### جدول گروه E
| رتبه | تیم          | بازی | برد | تساوی | باخت | گل زده | گل خورده | امتیاز | راه‌یابی    |
| ---- | ------------ | ---- | --- | ----- | ---- | ------ | -------- | ------ | ---------- |
| ۱    | چلسی         | ۶    | ۴   | ۱     | ۱    | ۱۰     | ۴        | ۱۳     | مرحله حذفی |
| ۲    | میلان        | ۶    | ۳   | ۱     | ۲    | ۱۲     | ۷        | ۱۰     | مرحله حذفی |
| ۳    | سالزبورگ     | ۶    | ۱   | ۳     | ۲    | ۵      | ۹        | ۶      | لیگ اروپا  |
| ۴    | دینامو زاگرب | ۶    | ۱   | ۱     | ۴    | ۴      | ۱۱       | ۴      |            |

##### بازی‌ها
| ۶ سپتامبر ۲۰۲۲ ۱        | دینامو زاگرب                | ۱–۰   | چلسی                   | زاگرب، کرواسی                                                           |
| ۱۸:۴۵ زمان اروپای مرکزی | اورشیچ ۱۳' · باتورینا '۶+۹۰ | گزارش | ماونت '۵۹ کولیبالی '۶۷ | ورزشگاه: ورزشگاه ماکسیمیر تماشاگران: ۲۰۶۰۷ داور: ایشتوان کوواچ (رومانی) |

|  | چلسی | v     | ردبول سالزبورگ |  |
|  |      | گزارش |                |  |

|  | چلسی | v     | میلان |  |
|  |      | گزارش |       |  |

|  | {{{تیم۱}}} | v | {{{تیم۲}}} |  |

|  | {{{تیم۱}}} | v | {{{تیم۲}}} |  |

|  | {{{تیم۱}}} | v | {{{تیم۲}}} |  |

#### مرحله حذفی

##### یک‌هشتم نهایی
|  | {{{تیم۱}}} | v | {{{تیم۲}}} |  |

|  | {{{تیم۱}}} | v | {{{تیم۲}}} |  |